# Severo Moto Nsá

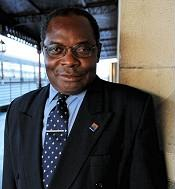
Severo Moto in Toledo, Spanien 2008.

Severo Matías Moto Nsá (auch: Severo Moto; geb. 6. November 1943) ist der bedeutendste Oppositionspolitiker von Äquatorialguinea. Er lebt seit 1981 in Spanien, wo er 1983 zum Ärger von Präsident Teodoro Obiang Nguema eine Exilregierung ausgerufen hatte. Er war bis 2020 der Führer der Partido del Progreso de Guinea Ecuatorial.

## Name
In seinem Namen ist der „erste“ Familienname „Moto“ ein Patronym, der zweite, „Nsá“ ist ein Matronym.

## Leben
Severo Moto wurde in Acock in der Provinz Centro Sur in Mbini (dem Festlandsteil von Äquatorialguinea) geboren. Er machte eine Ausbildung für die Priesterlaufbahn der katholischen Kirche. Unter Präsident Francisco Macías Nguema arbeitete er während der 1970er als Radio-Intendant und Zeitungsherausgeber. Er wurde letztlich unter Hausarrest gestellt und erst freigelassen, als Obiang Macías 1979 absetzte. Obiang vertraute Moto zunächst eine Reihe wichtiger Aufgaben an: so war er Repräsentant von Äquatorialguinea bei dem Gipfel der Bewegung der Blockfreien Staaten in Havanna im September 1979 und er wurde zum Technical Director im Informations- und Tourismusministerium 1980 und er wurde 1981 zum Informations- und Tourismus-Minister befördert. Es kam jedoch zu einem Zerwürfnis zwischen Moto und President Obiang. Offenbar gab es politische Meinungsverschiedenheiten und Obiang war nicht einverstanden mit Motos Wunsch nach Reformen für größere Offenheit; Moto floh im Dezember 1981 aus Äquatorialguinea und ließ sich in Spanien nieder, wo er als Oppositionsführer im Exil weiterhin aktiv blieb.
Als er in dieser Funktion nach Äquatorialguinea zurückkehrte, wurde Moto in Malabos berüchtigtem Playa Negra-Gefängnis eingesperrt, aber später entlassen und wieder ins Exil verwiesen. Er behauptete, verschiedene Wahlen in Äquatorialguinea gewonnen zu haben. Es heißt, er habe gute Beziehungen zu José María Aznar gehabt, der von 1996 bis 2004 Premierminister von Spanien war. Aufgrund dessen und aufgrund seiner Position als Hauptkonkurrent des Präsidenten nach einem möglichen Staatsstreich wurde er von Äquatorialguinea als Urheber des versuchten Staatsstreich im März 2004 unter Führung von Simon Mann und Nick du Toit angeklagt und ihm wurde in Abwesenheit der Prozess gemacht. 2005 verschwand er kurzzeitig, tauchte aber unverletzt wieder auf. Er behauptete, von zwei Killern auf einer Yacht in Dubrovnik (Kroatien) entführt worden zu sein. Nach seiner Darstellung hätten sie ihn freigelassen, da es sich ebenfalls um gläubige Katholiken handelte.

## Spanien
Am 30. Dezember 2005 hob die spanische Regierung sein politisches Asyl auf. Moto verkündete, dass er nach Äquatorialguinea zurückkehren würde, ehe er in ein drittes Land gehen müsse. Er wolle in Äquatorialguinea zu freien Wahlen aufrufen. Er ging gegen die Entscheidung in Widerspruch und im März 2008 erkannte der Oberste Gericht (Tribunal Supremo) sein Asylgesuch an.
Am 4. März 2008 wurden in einem Wagen am Hafen in Sagunto Waffen entdeckt. Offenbar sollten diese nach Äquatorialguinea geschmuggelt werden. Moto wurde Mitte April in der Provinz Toledo wegen mutmaßlicher Verwicklung in diesen Fall verhaftet. Er kam auf Kaution frei und musste in Spanien wegen des Waffenschmuggels 2013 eines sechsmonatige Haftstrafe akzeptieren.
Er soll dann 2017 am gescheiterten Staatsstreich in Äquatorialguinea beteiligt gewesen sein und wurde 2019 in Abwesenheit dafür zu 59 Jahren Gefängnis verurteilt.
Im August 2020 trat Moto als Chef seiner Exilregierung zurück und übergab das Amt im folgenden Monat an Armengol Engonga Ondo.